# Paspalidium flavidum
Paspalidium flavidum är en gräsart som först beskrevs av Anders Jahan Retzius, och fick sitt nu gällande namn av Aimée Antoinette Camus. Paspalidium flavidum ingår i släktet Paspalidium och familjen gräs. Inga underarter finns listade i Catalogue of Life.